# Serghei Țvetcov
Serghei Țvetcov   (Chisinau, 29 de desembre de 1988) és un exciclista romanès d'origen moldau. Professional des del 2008 fins al 2025 en el seu palmarès destaca la victòria de l'UCI Amèrica Tour de 2017, així com diversos campionats nacionals. El 2016 va prendre part en els Jocs Olímpics d'Estiu de Rio de Janeiro.

## Palmarès
- 2007
  -  Campió de Moldàvia en contrarellotge
- 2009
  -  Campió de Moldàvia en contrarellotge
- 2011
  - Vencedor d'una etapa al Tobago Cycling Classic
- 2013
  - 1r al Cascade Cycling Classic i vencedor de 2 etapes
  - Vencedor d'una etapa al Nature Valley Grand Prix
- 2014
  - 1r al Cascade Cycling Classic i vencedor de 2 etapes
  - Vencedor d'una etapa al Tour de Gila
- 2015
  -  Campió de Romania en ruta
  -  Campió de Romania en contrarellotge
  - Vencedor d'una etapa al Tour de Szeklerland
- 2016
  -  Campió de Romania en contrarellotge
- 2017
  - 1r a l'UCI Amèrica Tour
  - Vencedor d'una etapa al Redlands Bicycle Classic
  - Vencedor d'una etapa al Colorado Classic
- 2018
  - 1r al Tour de Corea i vencedor d'una etapa
  - 1r a la Chrono Kristin Armstrong
  - 1r a la Volta a Romania i vencedor d'una etapa
  - Vencedor d'una etapa al Tour de Gila
  - Vencedor d'una etapa al Tour de Beauce
- 2019
  - 1r a la Tucson Bicycle Classic i vencedor d'una etapa
  - Vencedor d'una etapa al Tour de Gila
  - Vencedor d'una etapa al Tour de Beauce
- 2020
  -  Campió de Romania en contrarellotge
  - Vencedor d'una etapa al Tour de Szeklerland
- 2021
  -  Campió de Romania en ruta
  -  Campió de Romania en contrarellotge
- 2023
  -  Campió de Romania en ruta

### Resultats al Giro d'Itàlia
- 2015. 139è de la classificació general